# Josef Lettenbichler
Josef Lettenbichler (* 10. Dezember 1970 in Kufstein, Tirol) ist ein österreichischer Politiker (ÖVP) und ehemaliger Geschäftsführer der Industriellenvereinigung Tirol. Von Oktober 2008 bis November 2017 war er Abgeordneter zum österreichischen Nationalrat, vom 31. Jänner 2018 bis zum 22. Oktober 2019 war er erneut Nationalratsabgeordneter für das Tiroler Unterland. Er war Energiesprecher der ÖVP-Parlamentsfraktion.

## Leben
Nach Besuch der Volksschule Kirchbichl und des Bundesrealgymnasiums Wörgl maturierte Josef Lettenbichler an der Handelsakademie in Wörgl. Nach Ableistung des Präsenzdienstes absolvierte er an der Leopold-Franzens-Universität in Innsbruck das Studium der Politikwissenschaft.
Von 1997 bis 2002 betreute Josef Lettenbichler als VP-Bezirksgeschäftsführer die Bezirke Kitzbühel und Kufstein. 2003 übernahm er das Amt des Hauptgeschäftsführers der Tiroler Volkspartei, das er bis 2006 ausübte. Von 1998 bis 2002 war er Gemeindevorstand in seiner Heimatgemeinde Kirchbichl. Von 2007 bis 2017 stand Lettenbichler der Industriellenvereinigung Tirol als Geschäftsführer vor. Bei den Nationalratswahlen 2008 und 2013 kandidierte er auf dem ersten Listenplatz des Regionalwahlkreises Unterland und zog als direkt gewählter Mandatar in den Nationalrat ein. Mit Ende der XXV. Gesetzgebungsperiode am 8. November 2017 schied er zwischenzeitlich aus dem Nationalrat aus, am 31. Jänner 2018 zog er erneut in den Nationalrat ein. Josef Lettenbichler war von 2014 bis 2019 Bereichssprecher für Energie des ÖVP-Parlamentsklubs. Er war Mitglied des parlamentarischen Ausschusses für Wirtschaft und Energie sowie des Verfassungsausschusses, des außenpolitischen Ausschusses und des Rechnungshofausschusses. Er fungierte weiters als Vorsitzender der JI/CDM-Kommission und als Vizepräsident der Energie Agentur Österreich (EAE).
Josef Lettenbichler ist verheiratet und lebt in Kirchbichl.

## Auszeichnungen
Im Jahr 2021 wurde ihm das „Große Goldene Ehrenzeichen für Verdienste um die Republik Österreich“ verliehen.